# Сателит 2016
20-ите награди Сателит (на английски: 20th Satellite Awards) са връчени от „Академията за международна преса“ на 21 февруари 2016 г. в Лос Анджелис. Номинациите са обявени на 1 декември 2015 г.

## Множество номинации
| Кино                         | Кино                | Кино      | Кино    |
| Заглавие на български        | Оригинално заглавие | Номинации | Награди |
| ---------------------------- | ------------------- | --------- | ------- |
| Марсианецът                  | The Martian         | 9         | 1       |
| Спотлайт                     | Spotlight           | 8         | 4       |
| Момичето от Дания            | The Danish Girl     | 7         | 1       |
| Спектър                      | Spectre             | 7         | —       |
| Мостът на шпионите           | Bridge of Spies     | 6         | 1       |
| Каръл                        | Carol               | 5         | 1       |
| Завръщането                  | The Revenant        | 5         | 1       |
| Сикарио                      | Sicario             | 5         | 1       |
| Отвътре навън                | Inside Out          | 4         | 1       |
|                              | Love & Mercy        | 4         | —       |
| Лудия Макс: Пътят на яростта | Mad Max: Fury Road  | 4         | 1       |
| Стая                         | Room                | 4         | —       |
| Стив Джобс                   | Steve Jobs          | 4         | 1       |
| Черна служба                 | Black Mass          | 3         | —       |
|                              | 刺客聶隱娘          | 2         | 1       |
|                              | 사도                | 2         | —       |
| Големият залог               | The Big Short       | 2         | 1       |
| Бруклин                      | Brooklyn            | 2         | 1       |
| Пепеляшка                    | Cinderella          | 2         | —       |
|                              | The Hunting Ground  | 2         | 1       |
| Джурасик свят                | Jurassic World      | 2         | —       |
| Макбет                       | Macbeth             | 2         | —       |
|                              | Suffragette         | 2         | —       |

| Телевизия                      | Телевизия                    | Телевизия | Телевизия |
| Заглавие на български          | Оригинално заглавие          | Номинации | Награди   |
| ------------------------------ | ---------------------------- | --------- | --------- |
| Американско престъпление       | American Crime               | 6         | 1         |
|                                | Bessie                       | 4         | —         |
| Обадете се на Сол              | Better Call Saul             | 4         | 2         |
|                                | Wolf Hall                    | 4         | 1         |
|                                | Bloodline                    | 3         | —         |
|                                | Mr. Robot                    | 3         | 1         |
|                                | Show Me a Hero               | 3         | —         |
| Зловеща семейна история: Хотел | American Horror Story: Hotel | 2         | —         |
|                                | The Book of Negroes          | 2         | —         |
| Фарго                          | Fargo                        | 2         | —         |
| Игра на тронове                | Game of Thrones              | 2         | —         |
|                                | Flesh and Bone               | 2         | 2         |
|                                | Jane the Virgin              | 2         | —         |
|                                | Nightingale                  | 2         | —         |
| Клонинги                       | Orphan Black                 | 2         | —         |
| Викторианска готика            | Penny Dreadful               | 2         | —         |
| Рей Донован                    | Ray Donovan                  | 2         | —         |
|                                | Silicon Valley               | 2         | 1         |
|                                | Stockholm, Pennsylvania      | 2         | 1         |
| Вице                           | Veep                         | 2         | —         |

## Награди и номинации по категория

### Кино
| Филм | Документален филм |
| --- | --- |
| - Спотлайт - Бруклин - Завръщането - Големият залог - Каръл - Марсианецът - Мостът на шпионите - Сикарио - Стая - Черна служба | - The Look of Silence - Ейми - Becoming Bulletproof - Best of Enemies - Cartel Land - Drunk Stoned Brilliant Dead - Going Clear: Scientology and the Prison of Belief - He Named Me Malala - The Hunting Ground - Where to Invade Next                  |
| Анимационен филм | Чуждоезичен филм |
| - Отвътре навън - The Prophet - Аномалиса - Добрият динозавър - Овцата Шон: Филмът - Фъстъчета: Филмът | - Синът на Саул - 刺客聶隱娘 - 사도 - Ich seh, Ich seh - Im Labyrinth des Schweigens - Que Horas Ela Volta? - Zvizdan - Гълъб седна на клон - Мустанг - Съвсем Нов завет                                                                                |
| Режисьор | Актьорски състав |
| - Том Маккарти – Спотлайт - Лени Ейбрахамсън – Стая - Том Хупър – Момичето от Дания - Алехандро Гонсалес Иняриту – Завръщането - Ридли Скот – Марсианецът - Стивън Спилбърг – Мостът на шпионите                                                                                 | Спотлайт – Марк Ръфало, Майкъл Кийтън, Рейчъл Макадамс, Лийв Шрайбър, Джон Слатъри, Брайън Д'Арси Джеймс и Стенли Тучи |
| Оригинален сценарий | Адаптиран сценарий |
| - Спотлайт – Том Маккарти и Джош Сингър - Love & Mercy – Орен Мувърман и Майкъл Алън Лърнър - Бандата от Комптън – Джонатан Хърман и Андреа Берлоф - Suffragette – Аби Морган - Мостът на шпионите – Мат Чарман и братя Коен - Отвътре навън – Пит Доктър, Мег Лефов и Джош Кули | - Стив Джобс – Арън Соркин - Завръщането – Алехандро Гонсалес Иняриту и Марк Смит - Марсианецът – Дрю Годард - Момичето от Дания – Лусинда Коксън - Стая – Ема Донахю - Черна служба – Джез Бътъруърт и Марк Малук                                      |
| Актьор | Актриса |
| - Леонардо ди Каприо – Завръщането - Мат Деймън – Марсианецът - Джони Деп – Черна служба - Еди Редмейн – Момичето от Дания - Уил Смит – Concussion - Майкъл Фасбендър – Стив Джобс - Том Харди – Легенда                                                                         | - Сърша Ронан – Бруклин - Кейт Бланшет – Каръл - Блайт Данър – I'll See You in My Dreams - Бри Ларсън – Стая - Кери Мълиган – Suffragette - Шарлот Рамплинг – 45 години                                                                                 |
| Актьор в поддържаща роля | Актриса в поддържаща роля |
| - Крисчън Бейл – Големият залог - Пол Дано – Love & Mercy - Майкъл Кийтън – Спотлайт - Марк Ръфало – Спотлайт - Силвестър Сталоун – Крийд: Сърце на шампион - Бенисио дел Торо – Сикарио                                                                                         | - Алисия Викандер – Момичето от Дания - Елизабет Банкс – Love & Mercy - Джейн Фонда – Младост - Руни Мара – Каръл - Рейчъл Макадамс – Спотлайт - Кейт Уинслет – Стив Джобс                                                                              |
| Кинематография | Филмов монтаж |
| - Лудия Макс: Пътят на яростта – Джон Сийл - Мостът на шпионите – Януш Камински - Завръщането – Емануел Любецки - Марсианецът – Дариус Волски - Сикарио – Роджър Дийкинс - Спектър – Хойте ван Хойтема                                                                           | - Сикарио – Джо Уокър - Каръл – Афонсо Гонкалвес - Марсианецът – Пиетро Скалия - Мостът на шпионите – Майкъл Кан - Спектър – Лий Смит - Стив Джобс – Елиът Греъм                                                                                        |
| Филмова музика | Оригинална песен |
| - Каръл – Картър Бъруел - Спотлайт – Хауърд Шор - Марсианецът – Хари Грегсън-Уилямс - Момичето от Дания – Александър Деспла - Отвътре навън – Майкъл Джакино - Спектър – Томас Нюман                                                                                             | - „Til It Happens to You“ – The Hunting Ground - „Cold One“ – Рики и Флаш: Рокендрол майка - „Love Me Like You Do“ – Петдесет нюанса сиво - „One Kind of Love“ – Love & Mercy - „See You Again“ – Бързи и яростни 7 - „Writing's on the Wall“ – Спектър |
| Декори | Костюми |
| - Мостът на шпионите - Лудия Макс: Пътят на яростта - Макбет - Момичето от Дания - Пепеляшка - Спектър | - 刺客聶隱娘 - 사도 - Далеч от безумната тълпа - Макбет - Момичето от Дания - Пепеляшка |
| Визуални ефекти | Звук |
| - The Walk: Живот на ръба - Джурасик свят - Еверест - Лудия Макс: Пътят на яростта - Марсианецът - Спектър | - Марсианецът - Джурасик свят - Лудия Макс: Пътят на яростта - Отвътре навън - Сикарио - Спектър |

### Телевизия
| Сериал – драма | Сериал – комедия |
| --- | --- |
| - Обадете се на Сол - Bloodline - Deutschland 83 - Mr. Robot - Narcos - Американско престъпление - Рей Донован - Фарго                                                                                               | - Silicon Valley - Brooklyn Nine-Nine - Jane the Virgin - Sex&Drugs&Rock&Roll - The Spoils Before Dying - Unbreakable Kimmy Schmidt - Вице                                                                                                |
| Минисериал | Телевизионен филм |
| - Flesh and Bone - The Book of Negroes - Saints & Strangers - Show Me a Hero - Wolf Hall | - Stockholm, Pennsylvania - Bessie - Killing Jesus - Nightingale |
| Жанров сериал | Tелевизионен актьорски състав |
| - Живите мъртви - Викторианска готика - Джонатан Стрейндж и мистър Норел - Зловеща семейна история: Хотел - Игра на тронове - Клонинги - Останалите - През прокълнати земи - Хора                                    | Американско престъпление – Фелисити Хъфман, Тимъти Хътън, Уилям Ърл Браун, Ричард Кабрал, Реджина Кинг, Кейтлин Джерард, Бенито Мартинес, Пенелъпи Ан Милър, Елвис Ноласко и Джон Ортис                                                   |
| Актьор в сериал – драма | Актриса в сериал – драма |
| - Доминик Уест – Аферата - Рами Малек – Mr. Robot - Боб Оденкърк – Обадете се на Сол - Тимъти Хътън – Американско престъпление - Кайл Чандлър – Bloodline - Лийв Шрайбър – Рей Донован                               | - Клеър Дейнс – Вътрешна сигурност - Лейди Гага – Зловеща семейна история: Хотел - Кирстен Дънст – Фарго - Татяна Маслани – Клонинги - Робин Райт – Къща от карти - Тараджи Хенсън – Империя - Фелисити Хъфман – Американско престъпление |
| Актьор в сериал – комедия | Актриса в сериал – комедия |
| - Джефри Тамбор – Transparent - Крис Месина – The Mindy Project - Томас Мидълдич – Silicon Valley - Луи Си Кей – Луи - Уил Форте – Последният човек на Земята - Колин Ханкс – Life in Pieces                         | - Тейлър Шилинг – Оранжевото е новото черно - Джейми Лий Къртис – Кралици на виковете - Джулия Луи-Драйфъс – Вице - Ейми Поулър – Parks and Recreation - Джина Родригес – Jane the Virgin - Лили Томлин – Грейс и Франки                  |
| Актьор в минисериал или телевизионен филм | Актриса в минисериал или телевизионен филм |
| - Марк Райланс – Wolf Hall - Оскар Айзък – Show Me a Hero - Майкъл Гамбън – The Casual Vacancy - Мартин Клунс – Артър и Джордж - Деймиън Люис – Wolf Hall - Бен Менделсон – Bloodline - Дейвид Ойелоуо – Nightingale | - Сара Хей – Flesh and Bone - Саманта Бонд – Home Fires - Онжаню Елис – The Book of Negroes - Куийн Латифа – Bessie - Синтия Никсън – Stockholm, Pennsylvania - Клеър Фой – Wolf Hall                                                     |
| Актьор в поддържаща телевизионна роля | Актриса в поддържаща телевизионна роля |
| - Крисчън Слейтър – Mr. Robot - Джонатан Банкс – Обадете се на Сол - Питър Динклидж – Игра на тронове - Елвис Ноласко – Американско престъпление - Майкъл Кенет Уилямс – Bessie                                      | - Риа Сийхорн – Обадете се на Сол - Катрин Кийнър – Show Me a Hero - Реджина Кинг – Американско престъпление - Хелън Маккрори – Викторианска готика - Мо'Ник – Bessie - Джули Уолтърс – Indian Summers                                    |